# 樂天百貨

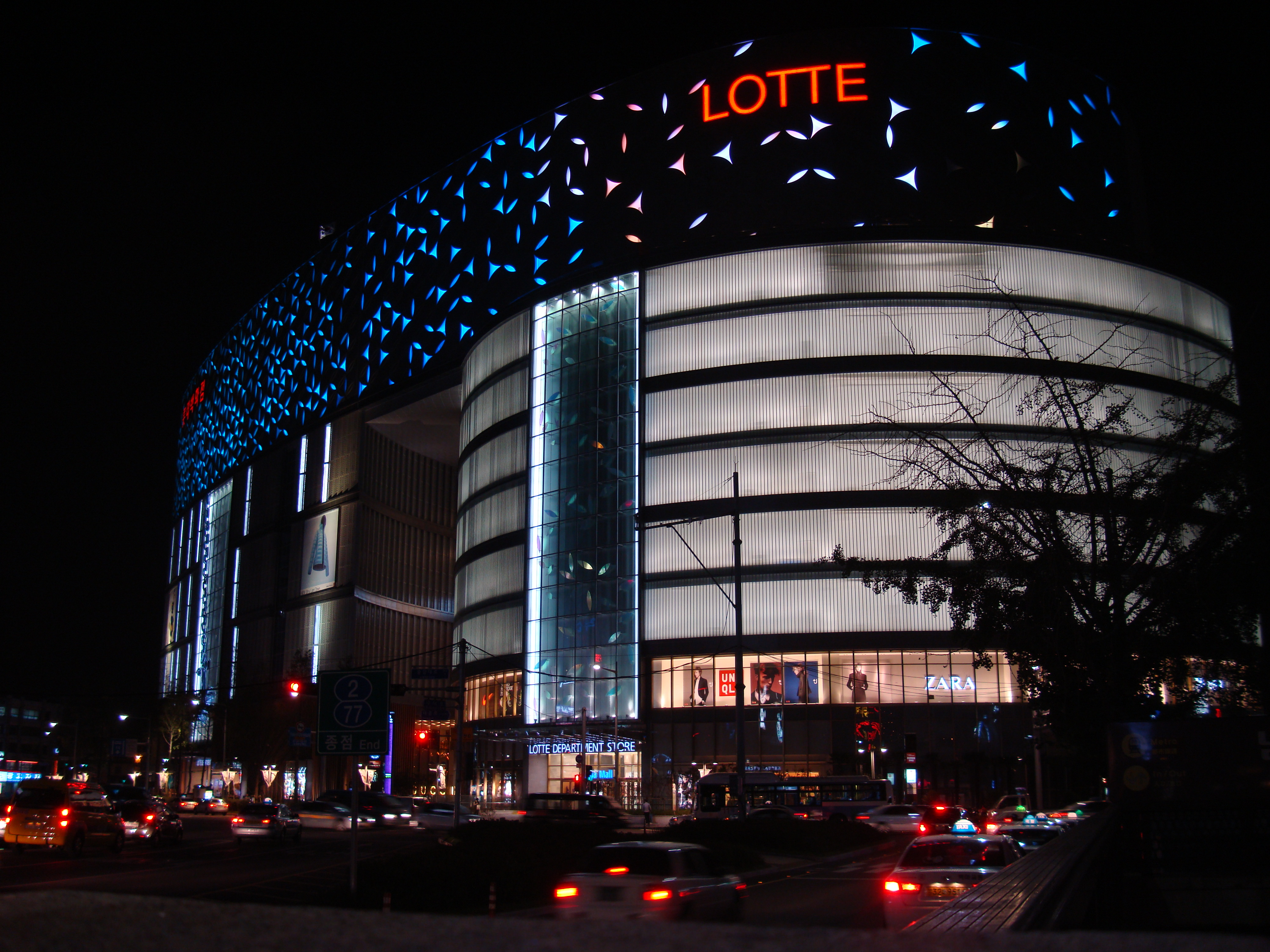
韩国釜山的乐天百货

樂天百貨（英語：Lotte Shopping）是韓國第一大的百貨公司，在韓國和全世界都有多間分店，由韓國樂天集團於1979年創辦。總店位於首爾特別市中區明洞。

## 收購與合併

### 印尼
2008年10月9日以2.126億美元收購印尼萬客隆的19家分店。

### 香港
2009年10月20日樂天百貨旗下樂天香港，同意以6.3億美元併購中國超市連鎖業者時代零售集團，將向時代零售集團有限公司大股東方鏗持有的CS International收購6.318億股股份，總代價約35.22億港元。另向其他股東提出全面收購，每股作價 5.575元，較停牌前 4.64元溢價 20.15%，涉資約 13.5億元。樂天百貨2009年10月16日在一份監管文件中表示﹐將向旗下香港子公司注資7,327億韓圓（合6.28億美元）﹐用於擴大在香港和中國大陸的業務。時代零售是在中國經營65家店面的流通企業，在中國東部地區擁有53家大型商場和12家超市。

## 店舖
- 本店、Young Plaza、名品館 "AVENUEL"（首爾市中區小公洞）
- 蠶室店（首爾市松坡區蚕室洞），为乐天世界的百货部分，附设名品館 "AVENUEL"。
- 永登浦店（首爾市永登浦區永登浦洞）
- 清涼里店（首爾市東大門區典農洞）
- 冠岳店（首爾市冠岳區奉天洞）
- 江南店（首爾市江南區大峙洞）
- 蘆原店（首爾市蘆原區上溪2洞）
- 仁川店（仁川市南洞區九月洞）
- 富平店（仁川市富平區富平洞）
- 盆唐店（京畿道城南市盆唐區藪内洞）
- 一山店（京畿道高陽市一山東區獐項洞）
- 安養店（京畿道安養市萬安區安養1洞）
- 釜山本店（釜山市釜山镇区釜田2洞）
- 東莱店（釜山市东莱区温泉2洞）
- 蔚山店（蔚山市南區三山洞）
- 昌原店（庆尚南道昌原市上南洞）
- 大邱店（大邱市北區七成洞）
- 上仁店（大邱市达西区上仁洞）
- 浦項店（慶尚北道浦项市北區鶴山洞）
- 大田店（大田市西區槐亭洞）
- 光州店（光州市東區大仁洞）
- 全州店（全羅北道全州市完山區西新洞）

## 關連機構
- 乐天大酒店
- 乐天世界
- 樂天建設
- 樂天觀光
- 乐天玛特
- Krispy Kreme

## 外部連結
- 樂天百貨股份有限公司 （页面存档备份，存于）
- 樂天百貨的Facebook專頁
- 樂天百貨的X（前Twitter）